# 26273 Kateschafer
26273 Kateschafer este un asteroid din centura principală de asteroizi.

## Descriere
26273 Kateschafer este un asteroid din centura principală de asteroizi. A fost descoperit pe 14 septembrie 1998 la Socorro, New Mexico, în cadrul proiectului LINEAR. Asteroidul prezintă o orbită caracterizată de o semiaxă mare de 2,53 ua, o excentricitate de 0,13 și o înclinație de 7,5° în raport cu ecliptica.